# Edelsgrub
Edelsgrub è una frazione di 707 abitanti del comune austriaco di Nestelbach bei Graz, nel distretto di Graz-Umgebung (Stiria). Già comune autonomo, il 1º gennaio 2015 è stato aggregato a Nestelbach bei Graz assieme all'altro ex comune di Langegg bei Graz.